# Alti & Bassi
Gli Alti & Bassi sono un quintetto vocale a cappella nato nel 1994 a Milano formato da Alberto Schirò, Paolo Bellodi, Andrea Thomas Gambetti, Diego Saltarella e Filippo Tuccimei.

## Storia
Il gruppo vocale nasce a Milano nel 1994.
Con le voci e cinque microfoni gli Alti & Bassi costruiscono le loro armonie senza far uso di strumenti, ma imitandone all’occorrenza alcuni come batteria, basso, fiati, chitarre, ecc…
Da sempre così: 5 timbri molto differenti che riescono ad ottenere un impasto vocale unico. Intonazione, grande cura per i dettagli, assieme alla scelta di un repertorio adatto a tutte le platee, sono i punti di forza che critica e pubblico hanno riconosciuto loro in più di 20 anni di attività.

### Attività concertistica
In questi anni, grazie ad una formula di spettacolo originale, hanno svolto una intensa attività concertistica invitati da Enti, Associazioni ed Istituzioni, dimostrando che il genere musicale a cappella ha radici colte alle quali il gruppo vocale Alti & Bassi attinge in maniera estremamente attuale.
Sono stati ospiti di stagioni concertistiche importanti in Italia e all’estero, 
come I Pomeriggi Musicali di Milano, della rassegna Notturni a Villa Simonetta e al Castello Sforzesco di Milano, del Festival della canzone italiana anni 40/50 a Palazzo Reale a Torino, del Festival Umberto Giordano a Baveno (VB), del Festival di Sanremo della Canzone Jazzata a Sanremo, dell’Accademia Corale Stefano Tempia al Conservatorio Giuseppe Verdi di Torino, della maratona musicale La Musica è per tutti organizzata da Amadeus in Sala Verdi al Conservatorio di Milano. E ancora dell’Accademia Filarmonica di Messina al Teatro Annibale di Francia, de La Musa Leggera all’Auditorium Haydn di Bolzano, del Teatro delle Muse di Ancona, del Teatro Manzoni di Pistoia, del Teatro Saschall di Firenze, della rassegna Visioninmusica all’Auditorium Gazzoli di Terni. Nel 2008 e 2015 sono ospiti della Stagione Concertistica del Teatro Rossini di Pesaro, dell’Accademia Filarmonica Romana al Teatro Argentina in Roma. Nel 2007 e 2010 de La musica e il vento a Pantelleria, dell'International Accordion Festival di Castelfidardo, del Negro Festival di Pertosa (SA). Nel 2010 e nel 2017 hanno partecipato a I Concerti nel Parco a Roma. 
Nel 2011 sono stati ospiti della quinta edizione di MITO SettembreMusica presso il Teatro dei Filodrammatici di Milano. 
Nel 2016 la Fondazione Cucinelli li ha invitati a tenere un concerto a Solomeo (PG) presso l’Anfiteatro Cucinelli per il Festival Villa Solomei 2016.
Sono stati più volte ospiti del Blue Note di Milano.
Nel mese di ottobre 2018 sono stati protagonisti di una tournée di 16 concerti a Taiwan come gruppo ospite prescelto dal TCMC tra i migliori gruppi vocali professionisti al mondo.

### Partecipazioni televisive
Numerosissime le partecipazioni televisive tra le quali "Good Vibrations" su TELE+3, Roxy Bar su Videomusic e nel 1996 a Buona Domenica condotta da Lorella Cuccarini.
Nel 2006 sono stati ospiti di Maurizio Costanzo a Tutte le mattine su Canale 5 e della trasmissione "Alle due" su Rai 1 condotta da Paolo Limiti. La Tv Svizzera Italiana li ha invitati come ospiti del programma "Beatles 4Ever". 
Nel 2009 sono stati ospiti della Maratona Telethon su Rai 1 condotta da Milly Carlucci e Fabrizio Frizzi. Nel 2015 tornano in televisione partecipando al programma "Community" in onda su Rai Italia, mentre nel 2017 partecipano a The Winner Is su Canale 5 condotto da Gerry Scotti.
Hanno dato voce a diversi jingle pubblicitari (PagoBancomat, Auchan) e sigle televisive come "Perepepè", trasmissione di Gene Gnocchi su Rai 2. La sigla “Pausette” e alcune sigle natalizie di LA7, “Le cocche” per Lei e la sigla di coda di Un amore di strega, fiction di Canale 5 con Alessia Marcuzzi. Hanno partecipato al Talent Show "The Winner is" condotto da Jerry Scotti su Canale 5. Sono stati ospiti numerose volte del programma Che Tempo Che Fa condotto da Fabio Fazio su Rai 1, assieme a Nino Frassica.

### Partecipazioni radiofoniche
Sono stati ospiti di Rock FM, Radio Svizzera Italiana, Radio Classica, “Nick & The NightFly”, RadioCapital e Montecarlo Night su Radio Montecarlo, condotte da Nick The Night Fly, “Kitchen” su Radio Deejay condotta da AndreaPezzi, Caffelatte news con Paolo, Lester e Alfonso Signorini su Radio Montecarlo. Sono stati intervistati da Lifegate Radio, 101, Radio RAI 1 e Radio RAI 3, sono stati ospiti del “Notturno Italiano” di Radio RAI International e di Grammelot e Piazza Verdi in diretta su Radio RAI Tre. Radio FMPalermo di Buenos Aires ha dedicato numerosi speciali agli Alti e Bassi. Nel 2006 Fiorello ha trasmesso alcuni brani dall’album MEDLEY nel corso di due puntate di Viva Radio DUE. Nel 2015 sono stati ospiti della Festa di Radio Rai 3 tenendo un concerto di un’ora in diretta dalla Chiesa di San Giacomo Apostolo in Forlì, condotto da Stefano Roffi. 

Da settembre 2016 ad agosto 2021 hanno condotto il programma "ONDERADIO" sulle frequenze di Radio Svizzera Italiana in onda ogni sabato pomeriggio alle 16, mentre da maggio 2016 sono spesso ospiti di Programmone a fianco di Nino Frassica su Radio Rai 2.

## Premi e riconoscimenti
Nel 1998 viene assegnato loro il Premio "Quartetto Cetra" e nel 2006 vincono il Premio Carosone. 
Nel 2015 vengono assegnate al nuovo album “La Nave dei Sogni” due nomination ai CARA (Contemporary A cappella Awards), il più importante premio worldwide dedicato alla musica a cappella che si svolge ogni anno a Boston (Stati Uniti d'America|U.S.A.), come “Best Jazz Album” e “Best European Album”, ottenendo in seguito il secondo posto come “Best Jazz Album".
Nel gennaio 2016 è giunto l’importante riconoscimento ai "The Akademia Music Award" assegnato a Los Angeles a “La Nave dei Sogni” come Best Song a cappella.
Nel luglio 2017 si classificano terzi assoluti al festival "Vokal Total" di Graz nella "Pop Competition".
Nel novembre 2017 hanno vinto il Premio del Pubblico nella prima serata dell’Italian A Cappella Summit nell’ambito del Festival Vivavoce a Treviso. 
Nell’ottobre 2018 si sono classificati terzi alla World Competition a Taipei 2018, dove si aggiudicano 4 primi premi assoluti: “Best Jazz Interpretation”, “Best Singer”, “Best arrangement” and “Best Original song”.

## Discografia

### Album studio
- 1998 -  Il Mito Americano
- 2001 - Il Favoloso Gershwin
- 2002 - Take Five!
- 2006 - Medley
- 2009 - Io ho in mente te
- 2015 - La nave dei sogni
- 2018 - Ce l’avevo quasi fatta
- 2018 - The Best Of

### Singoli
- 2006 - Con il nastro rosa
- 2018 - Ce l'avevo quasi fatta
- 2018 - La Sigla di Novella Bella
- 2018 - È il calcio